# Görög matematika
Görög matematikának nevezzük azon görög nyelven létrehozott (elsősorban leírt) matematikai művek, gondolatok, felfedezések összességét, amely a Kr. e. 6. századtól kezdve a Kr. u. 5. századig keletkezett, döntően a Földközi-tenger partvidékén (Mediterráneumban).
Így görög matematikán értjük a római kor matematikai termékeit is. A konkrétabb, bár önkényesebb időintervallumok kedvelői a görög matematika korszakát pl. Thalész születésének időpontjától Hüpatia halálának időpontjáig számíthatják. Másféle felfogás is lehetséges (ebben a cikkben nem követjük), általában az, hogy a római kor görög matematikáját (esetleg a hellenisztikus korszakét is) a klasszikus görögökétől önálló korszaknak vesszük.
A korszak eredményeit röviden úgy foglalhatjuk össze, hogy a görögök alatt a matematika, és két alága, az aritmetika és geometria önálló és jól körülhatárolható, továbbá írott tudományokká váltak. A matematika a gyakorlati alkalmazásoktól elszakadva módszeresen vizsgált, elméleti konstrukcióvá változott. Valószínűleg az eleai filozófia hatására, kialakult a matematika deduktív (szigorú logikai érvelésre alapozott, definíció-tétel-bizonyítás rendszerű) képe. Felfedezték a manapság általános iskolában tanított anyag nagy részét: a természetes számokat (a nulla kivételével), a prímszámokat, a pozitív (v. abszolút) racionális és irracionális számokat, legnagyobb közös osztó, a maradékos osztás, a sokszög, a szabályos sokszög, a szabályos test általános fogalmát, és az összes szabályos testféleséget is; definiálták a kört, a gömböt, a hengert, a kúpot és a kúpszeleteket. Használták a geometriai hosszúság és terület fogalmát. Bevezették a geometriai szerkesztéseket. Ezeken kívül még számos fogalmat és tételt fedeztek fel. Deklaráltan elméleti jellege ellenére a görög matematikusok valójában nem fordultak el az alkalmazásoktól sem: ügyesen használták a hasonlóság és arány fogalmát távolságmérésre, felfedezték az aranymetszést, a kimerítést, a csillagászat és hajózás számára pedig trigonometriai táblázatokat készítettek. Utóbb (inkább módszerekben, mint tudatosan) megindult az algebra tudományának kialakulása, és elkezdtek kibontakozni az analitikus geometria, a fizikai geometria (tükrök és lencsék tana) és a valós analízis bizonyos elemei.
A görög matematikát három viszonylag jól elkülöníthető korszakra oszthatjuk:
1. Klasszikus (vagy Eukleidész előtti) kor (Kr. e. 6. - Kr. e. 3. század)
2. Hellenisztikus kor (Kr. e. 323 - Kr. e. 30)
3. Római kor (Kr. e. 30 - Kr. u. 641)

## Klasszikus kor

### Thalész
A milétoszi Thalész indította meg a matematika tudománnyá válását. Felfedezett vagy kimondott alapvető matematikai tételeket, pl. a csúcsszögek egyenlőségét, vagy azt, hogy a kört átmérője két egyenlő részre osztja.

### A püthagoreusok
A korszak elején a görög püthagoreusok színre lépése több szempontból is nagyon fontos eredményeket hozott az összeadás szempontjából. Először is, filozófiai és misztikus spekulációkkal tarkítva, és részben ezek által hajtva, igen érdekes és fontos tudományos felfedezéseket tettek, pl. a természetes számokat összegalakban próbálván előállítani, felfedezték a háromszögszámokat, valamint hasonló fogalmakat és az ezekkel kapcsolatos törvényeket. Rájöttek többek közt, hogy a páratlan számok sorozatának valamely tagig bezárólag történő összegzésével négyzetszám adódik. Ez a számelmélet (aritmetika) módszeres megalapozásának kezdete. Az aritmetika mint tudomány tehát velük jelent meg, bár tudományon nem e szó teljes mai értelmét kell venni, hiszen az akkori tudományfelfogás más volt, mint a mai.
Hirdették, hogy minden dolgok lényege a szám, hogy a természetes számokra építkezve a világ minden jelensége megmagyarázható. De saját maguk mérték filozófiájukra a legnagyobb csapást az összemérhetetlenség - mai szóval, az irracionális számok felfedezésével. Rájöttek ugyanis, hogy vannak olyan mértani alakzatok, pl. egy négyzet és átlója, amelyek hosszúságviszonya nem írhatóak le egész számok arányaival (bármilyen kis hosszegységben állapodjunk is meg, vagy a négyzet oldala, vagy az átlója nem lesz egész számmal mérhető), azaz hogy az általuk ismert algebra eszközei korlátozottabbak, mint a geometriai szemlélet. Ez a felfedezés meglepte az elméleti problémákat szerető és a tudományok iránt érdeklődő görögöket. Természetesen adódó válasz volt, hogy mértanként alakították ki matematikájukat (geometrizálás). Így a természetes számok, különösen tudományos szempontból, elvesztették kiemelt jelentőségüket, és sem velük nem foglalkoztak többé évszázadokig kiemelt módon, sem összeadásukkal. Ha összeadni kellett, az általában mértani alakzatként (egyenesszakasz) adódó valós számok összeadását jelentette, és konkrét esetben ezt a görög geométerek könnyedén elvégezhették körzővel.
A püthagoreusok után az aritmetika önálló fejlődése megtorpant, a rómaiak korától kezdve pedig teljesen elvesztette minden elméleti jelentőségét. Bár Proklosz az Elemekhez írott ún. második előszóban leszögezi: a matematika két résztudományból áll, aritmetikából és geometriából, és az aritmetikát elvontsága miatt elsődleges figyelem illeti meg; ez valószínűleg egy tradicionális alapokon elfogadott, de a gyakorlatot illetően fokozatosan kiüresedett kijelentés volt, pont az Elemek főképp geometriával foglalkozik, és a püthagoreusok utáni időből sokáig nem maradt fenn olyan írott munka, ami az aritmetikával részletesen foglalkozna.